# 딥 포레스트
딥 포레스트(Deep forest)는 미셸 산체스, 에릭 몽케로 구성된 프랑스의 '에스닉 일렉트로티카(Ethnic electronica)' 음악 그룹이다. 동유럽 등 특정 지역의 민속음악에 전자 음악을 융합하는 작업을 자주 한다.
1994년에는 그래미상에 'Best World Music Album' 수상 부분에 후보작으로 올랐으며, 1995년에 앨범 'Boheme'으로 상을 수상하였다. 천만 장 이상의 앨범을 판매하였다.

## 음반 목록
| 발매년도 | 앨범명                 | 판매랑            | 참고                         |
| -------- | ---------------------- | ----------------- | ---------------------------- |
| 1992     | Deep Forest            | 3,000,000 장 이상 |                              |
| 1994     | World Mix              |                   | 1992년 앨범 재발매           |
| 1995     | Boheme                 | 4,000,000 장 이상 |                              |
| 1998     | Comparsa               | 1,000,000 장 이상 |                              |
| 1999     | Made in Japan          | 150,000           | live album                   |
| 2000     | Pacifique              |                   | soundtrack album             |
| 2002     | Music Detected         |                   |                              |
| 2003     | Essence of Deep Forest |                   | 베스트 앨범, 일본에서만 발매 |
| 2004     | Essence of the Forest  |                   | 베스트 앨범                  |
| 2004     | Kusa no Ran            |                   | 일본에서만 발매              |